# Allium pamiricum
Allium pamiricum är en amaryllisväxtart som beskrevs av Per Erland Berg Wendelbo. Allium pamiricum ingår i släktet lökar, och familjen amaryllisväxter. Inga underarter finns listade i Catalogue of Life.